# Coelogyne rochussenii
Coelogyne rochussenii är en orkidéart som beskrevs av Willem Hendrik de Vriese.
Coelogyne rochussenii ingår i släktet Coelogyne och familjen orkidéer. Inga underarter finns listade i Catalogue of Life.